# Carme (mitología)
En la mitología griega, Carme (en griego antiguo: Κάρμη) es una hija de Casiopea, hija de Arabo, y de Fénix, hijo de Agenor, o, según otras fuentes, de Eubulo, a su vez hijo de Carmánoro Deméter. Seducida por Zeus tuvo a Britomartis, también llamada Afaya en Egina y Dictina en Creta. Se dice que a ésta Ártemis la hizo diosa.Algunos autores la consideran como una diosa o una ninfa.